# Condylostylus patibulatus
Condylostylus patibulatus är en tvåvingeart som först beskrevs av Thomas Say 1823.  Condylostylus patibulatus ingår i släktet Condylostylus och familjen styltflugor. Inga underarter finns listade i Catalogue of Life.